# Counter-Strike: Condition Zero
A Counter-Strike: Condition Zero (röviden CS:CZ vagy CZ) egy FPS stílusú egy- illetve többjátékos módot tartalmazó videójáték, a Counter-Strike 1.6 folytatása. A GoldSrc motorra írt játékot 2004-ben adták ki. A CS:CZ főbb jellemzői a frissített modellek, textúrák, pályák és más grafikus elemek. Az eredeti Counter-Strike játéktól eltérően a Condition Zero tartalmaz egy egyjátékos küldetési csomagot is, amellyel további pályákat és hatékonyabb botokat oldhat fel a játékos, miután bizonyos követelményeket teljesít anti-terroristaként játszva azt. Ezek az előfeltételek olyan célokat tartalmaznak, mint például „ölj meg 3 ellenséget egy Bullpuppal” vagy „nyerd meg a kört 60 másodperc alatt”. A Condition Zero játékban ezen kívül bemutatkozik a hivatalos Counter-Strike Bot is (egy mesterséges intelligencia által irányított játékos), amit a Turtle Rock Studios készített.

## Fejlesztések
A Condition Zero fejlesztését 2000-ben a Rogue Entertainment kezdte el, amit 2001 májusában be is jelentettek az E3-on, de elvetették, miután abban az évben a Rogue csődöt jelentett. Ezután a Gearbox Software és a Ritual Entertainment is fejlesztették azt, de végül a végső játék a Valve és a viszonylag fiatal Turtle Rock Studios közötti együttműködéssel jött létre, összecsomagolva a Ritual verziójával, amit Deleted Scenes-nek neveztek el.
A Condition Zero pályáinak nagy része a Counter-Strike pályák újra alkotása, főként új textúrákkal és effektekkel. A többit a Deleted Scenes-ből vették át. Számos új pályát belefoglaltak a Counter-Strike Xbox verziójába is.

## Condition Zero: Deleted Scenes
A Condition Zero: Deleted Scenes-t a Ritual Entertaniment fejlesztette és kiegészítő csomagként szolgál a Turtle Rock Studios verziójához, ami tizennyolc összefüggéstelen egyjátékos küldetéssorozatot alkot. Eredetileg a Condition Zero változata, amit a Ritual készített, miután a Gearbox képtelen volt, tartani a 2002-es határidőt, így azt elvetették, amikor az ellenőrzésen átlagosan csak 60 százalékot tudtak bemutatni a Valve-nak.
Több fegyver is megjelent az Deleted Scenes-ben, mint például az M72 LAW és az M60-as géppuska. Néhányat lekorlátoztak a mesterséges intelligenciával rendelkező terroristáknál, ilyen a machete és a Rouge Entertainment vitatott robbanó mellénye is. Néhány felderítőeszköz is megjelenik a játékba, ilyen például a gázforrasztó, a rádió, az üvegszálas kamera és a távvezérlésű robbanóeszköz. A játékosok a szokásos egy helyett három gránátot tudnak magukkal vinni. Ezenfelül a játékosok kevlár páncéljuknak az erejét jobban felerősítették, hogy hatékonyabban védjen a sok lövedéktől.
Néhány fegyvert teljesen újra animáltak. Beleértve az M4A1-t, a FAMAS-t és a Galil-t; a SIG SG 552-t kivéve, annak „béta-animációja” miatt. A fegyverek textúrája is kissé módosított.
Egy kicsit eltérőek a színükben a Counter-Strike-ban található párjaiktól, mint például az AI Arctic Warfare Magnum, ami a Condition Zero-ban barna az eddigi zöld helyett, a Steyr AUG és az M4 gépkarabély ebben most kéttónusú fekete színnel jelenik meg a szokásos színek helyett.
Kezdetben tizenkét egymástól független misszióval jelent meg a játék, de a későbbi Steam frissítések hozzáadtak hat további küldetést, amit kivágtak az eredeti kiadásból. Továbbá néhány egyedi pályát is kiadott a Deleted Scenes kis közössége.